# 와카타카카게 아츠시
와카타카카게 아츠시(일본어: 若隆景 渥 わかたかかげ あつし[*], 1994년 12월 6일 - )는 후쿠시마현 후쿠시마시 출신으로, 아라시오베야 소속의 현역 오오스모 리키시이다. 본명은 오오나미 아츠시(大波 渥)이다. 키 183cm, 몸무게 132kg, 혈액형은 O형이다. 최고위는 히가시 세키와케 (2022년 3월  바쇼 - )이다. 주특기는 미기욧츠(右四つ), 히다리마에마와시(左前廻し), 요리(寄り)이다.

## 인물
- 2019년 1월, 2018년 5월에 결혼하여, 장녀가 태어났다는 것이 보도되었다.
- 2021년 시점에서 물고기 손질하는 것이 취미가 되었다고 한다.
- 2021년 7월 바쇼 중 보도에서는 "26세지만 벌써 4명의 아버지"라는 것이 화제가 되었다.
- 입문 당시의 스승인 8대 아라시오에 의하면 "우리 집에 왔을 때부터 오기가 얼굴에 나타나 있었다"고 하였다.

## 에피소드
- 아라시오베야 홈페이지에서는 3형제의 정담으로 단체 우승을 차지한 전국학생스모선수권대회에 대해 대회가 끝난 뒤 피로가 몰려와 며칠은 그냥 쉬었다고 한다.
- 토요대 스모부는 공부도 제대로 하게 할 방침이며, 테스트 기간은 부에서 시험 대책의 스터디 그룹을 여는 등, 학업과도 확실히 양립했다고 본인은 생각하고 있다.
- 적어도 입문 초기의 시점에서는, 형제자를 시코나에 "~씨"를 붙여 부르고 있어, 반즈케나 장유유서는 지키고 있다.
- 2017년 7월 바쇼 보고에서는 첫사랑 시기를 묻자 "초등학교 3학년"이라고 답했다.
- 2018년 3월 바쇼 후의 반즈케 편성 회의에서 다음 5월 바쇼에서의 신쥬료 승진이 결정되어 3형제 중 가장 먼저 세키토리가 되는 것으로 결정되었다. 스승인 8대 아라시오는 3형제에게 가장 먼저 세키토리에 오른 선수에게 다른 2명을 츠케비토로 붙일 것을 전해 발파를 걸었는데, 이 시점에서는 와카타카모토(2018년 3월 바쇼의 반즈케는 니시마쿠시타 22번째)와 와카모토하루 (동, 히가시마쿠시타 12번째)도 마쿠시타 상위에 있어, 반즈케가 접근하고 있기 때문에, 시간적 여유가 없다고 하여 보류되었다.
- 대학 2학년 때에 2학년 선배인 미타케우미가 상식을 가르쳐 줄 목적으로 스모부의 합숙소의 룸메이트로 지명해, 2인실에서 미타케우미로부터 대답하는 방법, 회화하는 방법 등을 배웠다.